# Michel Demuth
Michel Demuth (geboren am 17. Juli 1939 in Lyon; gestorben am 29. September 2006 in Paris) war ein französischer Science-Fiction-Autor, -Herausgeber und Übersetzer.

## Leben
Demuth veröffentlichte 1958 eine erste SF-Kurzgeschichte (Marginal II). In der Folge erschien ein Zyklus von Space-Opera-Erzählungen, die 1976 und 1979 in zwei Bänden als Les Galaxiales gesammelt erschienen. Außerhalb dieser Reihe veröffentlichte er über 50 Kurzgeschichten. Von seinen Arbeiten wurde nur die Erzählung Céphéide in Deutsche übersetzt. Eine Reihe seiner Erzählungen erschien auch unter dem Pseudonym Jean-Michel Ferrer.
Demuth übersetzte englische Science-Fiction ins Französische, vor allem mehrere Bände des Dune-Zyklus von Frank Herbert und drei Bände der Dune-Fortsetzungen von Brian Herbert und Kevin J. Anderson, sowie Arthur C. Clarkes 2001 – Odyssee im Weltraum.
Er schrieb außerdem das Skript für zwei Comicalben des Zeichners Philippe Druillet.
Von 1970 bis 1977 war er Herausgeber des Science-Fiction-Magazins Galaxie, das in dem Verlag Éditions OPTA erschien. Von 1970 bis 1972 betreute er auch das im gleichen Verlag erscheinende Alfred Hitchcock magazine und gab von 1973 bis 1977 unter dem Titel Marginal eine Reihe von 15 SF-Anthologien heraus.
1977 wurde ihm für Les Galaxiales der Grand Prix de l’Imaginaire verliehen. 2007 erhielt er postum den Prix du Lundi.

## Bibliographie
Sammlungen
- Les Galaxiales, tome 1 (1976)
- Les Galaxiales, tome 2 (1979)
- Les Années métalliques (1977)
- La Clé des étoiles (1977)

Comics
- mit Philippe Druillet: La Saga d'Elric le nécromancien (1971)
- mit Philippe Druillet: Yragaël ou la Fin des temps (1974)

Kurzgeschichten
- Marginal II (1958)
- Le retour de Yerkov (1958)
- La troisième puissance (1959)
- Niralia (1959)
- Dynastie (1959)
- Translateur (1959)
- Mnémonique (1959)
- Les années métalliques (1959)
- Les climats (1959)
- Fonction (1959)
- La clé des étoiles (1960)
- La ville entrevue (1960)
- F comme laboratoire (1960)
- La pluie de l'après-midi (1960)
- Projet Information (1961)
- La route de Driegho (1961)
- …qui revient d'une longue chasse (1962)
- L'automne incendié (1962)
- Les huit fontaines (1963)
- Lune de feu (1963)
- L'homme de l'été (1963)
- La bataille d'Ophiuchus (1964)
- Les jardins de Ménastrée (1964)
- als Jean-Michel Ferrer: …en beauté (1964)
- À l'est du Cygne (1964)
- Céphéide (1964)
  - Deutsch: Ein Cepheide. Übersetzt von Otto Martin. In: Jörg Weigand (Hrsg.): Die Stimme des Wolfs: Science Fiction-Erzählungen aus Frankreich. Heyne SF&F #3482, 1976, ISBN 3-453-30361-X. Weitere Ausgabe in: Bernhard Thieme (Hrsg.): Der Planet mit den sieben Masken: Utopische Erzählungen aus Frankreich.	Neues Leben (Basar), 1979.
- Le jour de justice (1964) only appeared as:
- Nocturne pour démons (1964)
- als Jean-Michel Ferrer: …et jeune à nouveau (1964)
- L'empereur, le servile et l'enfer (1964)
- als Jean-Michel Ferrer: Fin de contact (1965)
- als Jean-Michel Ferrer: Une vie alternative (1965)
- Miracle d'une nuit d'été (1965) only appeared as:
- als Jean-Michel Ferrer: Blanchitude (1965)
- Le monde terne de Sébastien Suche (1965)
- als Jean-Michel Ferrer: Trêve en 2090 (1967)
- als Jean-Michel Ferrer: Intervention sur Halme (1967)
- als Jean-Michel Ferrer: Journal d'un ambassadeur malheureux (1967)
- als Jean-Michel Ferrer: Yargla (1969)
- als Jean-Michel Ferrer: Décennat (1969)
- Sur le monde penché… (1975)
- Aux tortues (1977)
- L'hymne au défenseur (1977)
- Mon doux central (1977)
- Trauma-blues (1977)
- Sigmaringen (1982)
- Exit on Passeig de Gracia (1999)
- A Mélodie pour toujours (2002)
- Dans le ressac électromagnétique (2002)
- Sous le portail de l'ange (2002)
- The Fullerton incident (2003)
- Jérôme et la nymphette (2007)
- Yragaël ou la fin des temps (2007)